# Principato vescovile di Sion
Il vescovado di Sion o principato vescovile di Sion era uno stato del Sacro Romano Impero avente per capitale Sion. Il principato vescovile nacque nel 1189. Infatti in questa data ebbe il privilegio dell'immediatezza imperiale e i vescovi, già conti del Vallese divennero principi dell'Impero. Il principato esistette per circa 600 anni, fino alla fondazione della Repubblica elvetica il 12 aprile 1798.

## Storia
Nel 999 Rodolfo III di Borgogna concesse al vescovo Ugo e ai suoi successori il titolo di conti del Vallese, con poteri comitali su tutto il Vallese; quando la Borgogna fu annessa al Sacro Romano Impero, i conti-vescovi divennero principi dell'Impero, riunendo così i poteri spirituale e temporale nella loro diocesi. Questo potere temporale cessò nel 1798, anche se fin dal XVII secolo il titolo di principe era divenuto oramai solamente onorifico.
Nel 1375, il signore de la Tour e, nel 1420, quello di Rarogne, membri illustri della nobiltà feudale locale, furono rovesciati dai comuni alleati del principe-vescovo di Sion: è la fine del feudalesimo e l'inizio del patriziato con la formazione di un'élite all'interno delle varie comunità e una maggiore indipendenza di queste ultime. Questa élite presto prese il posto dei nobili all'interno del Consiglio Generale, antenato della Dieta del Vallese. La parte più a monte del territorio fu germanizzata in ondate successive tra il IX e il XIV secolo; nello stesso tempo l'influenza dei conti, poi duchi, di Savoia aumenta nel Basso Vallese. Il Vallese divenne alleato della Cantoni svizzeri alla fine del XIV secolo e il suo confine fu fissato al Morge de Conthey. Durante le Guerre borgognone (e specialmente dopo la battaglia di La Planta nel 1475), l'Alto Vallese invase i territori sabaudi e annetté il Basso Vallese fino a Massongex. Il Basso Vallese passò poi sotto l'autorità del vescovo di Sion, assistito da un Consiglio del Paese che riuniva i deputati delle comunità locali.
Nel 1536, il Chiablese vallesano fu conquistato, sempre a danno dei Savoia. Il Basso Vallese rimase suddito dell'Alto Vallese, ma il potere del vescovo diminuì a favore dei Patrioti, rappresentanti dei sudditi del vescovo, che nel 1634 formarono una vera repubblica federale, la Repubblica delle Sette Degagne. Il vescovo mantenne il suo titolo di Principe dell'Impero, ma la mancata accettazione della Lex Carolina gli fece perdere il potere temporale, segnando la fine del dominio statale del principato episcopale..